# Bubo coromandus
Bufo-fuliginoso ou bufo-sombrio (Bubo coromandus) é uma espécie de ave estrigiforme pertencente à família Strigidae.